# Александр Богоріді
Алеко-паша, Александр Богорідес або Вогорідес, або Богоров (тур. Aleksandır Bogoridi; нар. 5 квітня 1822, Стамбул — пом. 17 липня 1910, Париж) — османський політик болгарського походження, 1-й губернатор Східної Румелії (1879—1884).

## Біографія
Згідно з офіційними даними, Александр Богоріді народився в Константинополі в 1822 році. Молодший син одного з найвпливовіших людей в Османській імперії — князя  Штефана Воґоріді, брата Ніколае Воґоріді, правнука Софронія Врачанського.
Александр Богоріді виріс і виховувався в грецькому середовищі, але знає болгарську мову. Навчався у Великій школі нації в Константинополі, а потім у Франції. Вищу освіту в галузі державного права він отримав у Німеччині.
Александр Богоріді займав високі державні посади в Османській імперії — член Державної Ради, Міністр громадських будівель, пошт і телеграфів, Дипломатичний агент в Молдові, член Дипломатичної місії в Лондоні, Посол у Відні (1876—1877).
Після Російсько-турецької війни (1877—1878) і подальшого Берлінського трактату, при заступництві російського імператора Олександра II і за згодою інших Великих держав, Александр Богоріді був призначений Генерал-губернатором Східної Румелії 13 березня 1879 р. Він був пов'язаний з лідерами Ліберальної партії Петко Славейковим і Каравеловим, які були вигнані з Болгарського князівства.
Після зречення від престолу князя Олександра Баттенберга в 1886 році Александр Богоріді був в числі претендентів на болгарський престол. Помер у Парижі в 1910 році.
Сьогодні його ім'я носить головна вулиця в пішохідній зоні Бургаса..